# Colla Castellera de Sant Boi
La Colla Castellera de Sant Boi, coneguda popularment com a Castellers de Sant Boi, fou una colla castellera de Sant Boi de Llobregat, fundada el 19 de febrer de 1994 i que va deixar d'actuar el 2007. El color de la seva camisa era el gris fosc i comptà amb uns 120 membres.
La idea de formar una colla castellera a Sant Boi va sorgir a final de 1993. La primera actuació de la colla va ser durant la Festa Major de Sant Boi de 1994, en què van descarregar un pilar de 4. Dos dies més tard, apadrinats pels Castellers de Castelldefels, van descarregar el 2 de 5, el 4 de 6 i el pilar de 4. L'any 1994 van fer castells de sis i el 6 de desembre de 1995 van descarregar el 3 de 7. Els anys 1998 i 2000 van descarregar el 4 de 7. Els millors castells aconseguits pels castellers de Sant Boi han estat el 3 de 7, el 4 de 7 i el pilar de 5. La colla va participar en la Trobada de colles castelleres del Baix Llobregat entre els anys 1995 i 2004, ambdós inclosos, i també participà en la diada dels Castellers d'Esplugues.